# Liste der Biografien/Manc
Liste der Biografien |
Portal Biografien |
Personensuche
# |
A |
B |
C |
D |
E |
F |
G |
H |
I |
J |
K |
L |
M |
N |
O |
P |
Q |
R |
S |
T |
U |
V |
W |
X |
Y |
Z |
?
 
Ma |
Mb |
Mc |
Md |
Me |
Mf |
Mg |
Mh |
Mi |
Mj |
Mk |
Ml |
Mm |
Mn |
Mo |
Mp |
Mq |
Mr |
Ms |
Mt |
Mu |
Mv |
Mw |
Mx |
My |
Mz
 
Maa |
Mab |
Mac |
Mad |
Mae |
Maf |
Mag |
Mah |
Mai |
Maj |
Mak |
Mal |
Mam |
Man |
Mao |
Map |
Maq |
Mar |
Mas |
Mat |
Mau |
Mav |
Maw |
Max |
May |
Maz
 
Mana |
Manb |
Manc |
Mand |
Mane |
Manf |
Mang |
Manh |
Mani |
Manj |
Mank |
Manl |
Mann |
Mano |
Manp |
Manq |
Manr |
Mans |
Mant |
Manu |
Manv |
Manw |
Many |
Manz
Die Liste der Biografien führt alle Personen auf, die in der deutschsprachigen Wikipedia einen Artikel haben. Dieses ist eine Teilliste mit 144 Einträgen von Personen, deren Namen mit den Buchstaben „Manc“ beginnt.

## Manc

### Manca
- Manca, Enrico (1931–2011), italienischer Journalist und Politiker, Mitglied der Camera dei deputati
- Manca, Fortunato (1934–2008), italienischer Boxer
- Manca, Francesco (* 1966), italienischer Astronom
- Manca, Gabriele (* 1957), italienischer Komponist
- Manca, Tiziano (* 1970), italienischer Komponist
- Mancadan, Jacobus (1602–1680), niederländischer Maler und Politiker des Goldenen Zeitalters
- Mancari, Mark (* 1985), italo-kanadischer Eishockeyspieler

### Mance
- Mance, Antonio (* 1995), kroatischer Fußballspieler
- Mance, Dragan (1962–1985), jugoslawischer Fußballspieler
- Mance, Henry (* 1982), Entwicklungsforscher, Journalist und Autor
- Mance, Jeanne (1606–1673), französische Laienschwester und Krankenpflegerin
- Mance, Jonathan, Baron Mance (* 1943), britischer Richter und Jurist
- Mance, Joshua (* 1992), US-amerikanischer Sprinter
- Mance, Junior (1928–2021), US-amerikanischer Jazz-Pianist
- Manceau, Vincent (* 1989), französischer Fußballspieler
- Mancebo, Francisco (* 1976), spanischer RadsportlerFrancisco Mancebo (* 1976)

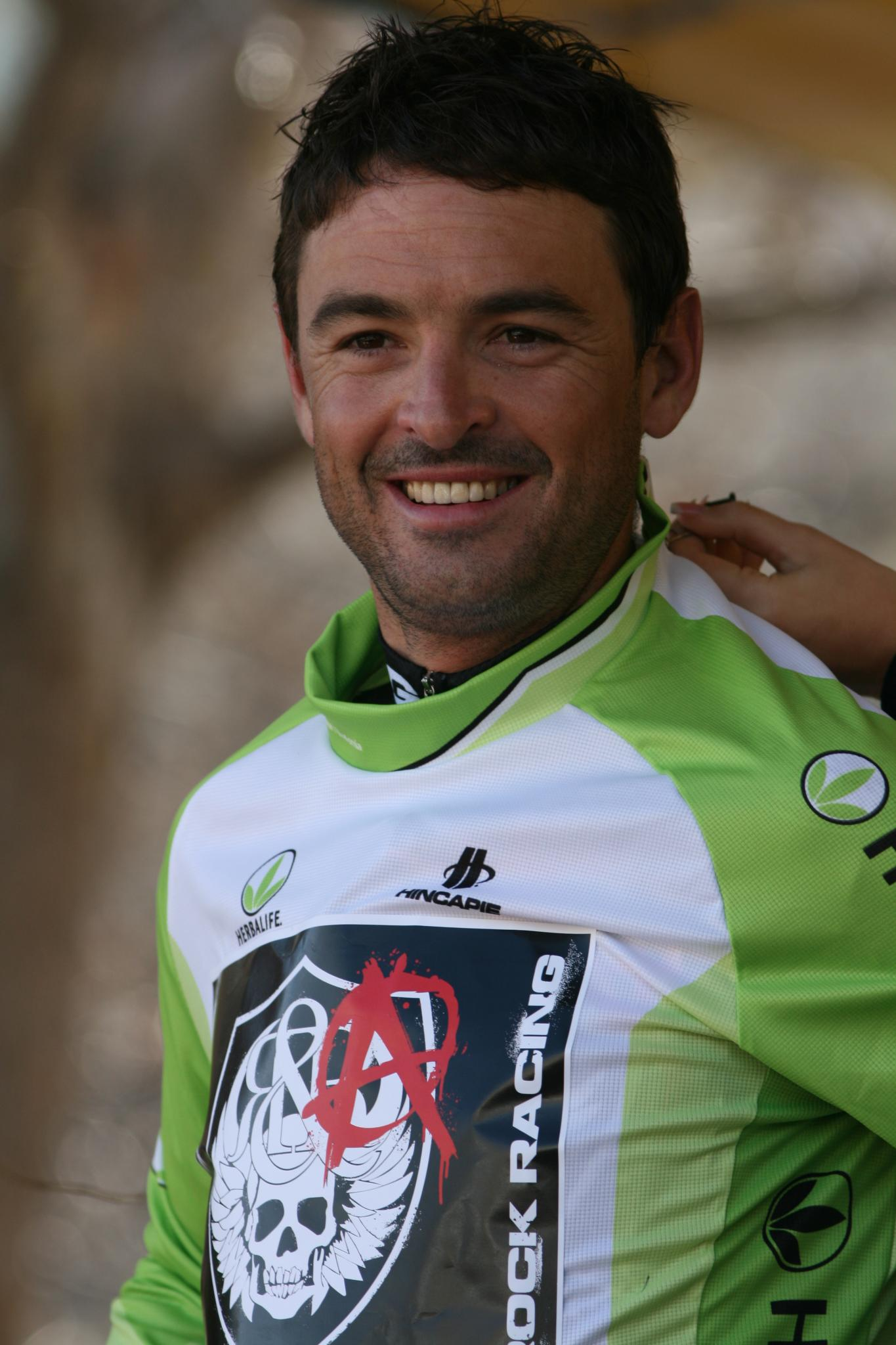
Francisco Mancebo (* 1976)

- Mancel, Jean-François (* 1948), französischer Politiker
- Mancelius, Georg (1593–1654), deutsch-baltischer lutherischer Theologe
- Mancera, Miguel (* 1932), mexikanischer Ökonom, Direktor der mexikanischen Zentralbank
- Mančevski, Milčo (* 1959), nordmazedonischer Filmregisseur und Drehbuchautor

### Manch
- Mancham, James (1939–2017), seychellischer Politiker und Präsident
- Manché, Richard (1830–1896), preußischer Generalmajor
- Manchen, Heinz (1931–1978), deutscher Ruderer
- Manchen, Klaus (1936–2024), deutscher Schauspieler und Hörspielsprecher
- Mänchen-Helfen, Otto (1894–1969), österreichischer Althistoriker und Sinologe
- Mancheno, Carlos (1902–1996), ecuadorianischer Militär, Diktator
- Manchester Mummy (1688–1758), einbalsamierte Frau aus Manchester, Mumie
- Manchester, Melissa (* 1951), US-amerikanische Sängerin, Songwriterin und Schauspielerin
- Manchester, William Raymond (1922–2004), US-amerikanischer Historiker und Schriftsteller
- Manchette, Jean-Patrick (1942–1995), französischer Schriftsteller und Journalist
- Manchicourt, Pierre de († 1564), franko-flämischer Komponist und Kapellmeister der Renaissance
- Manchin, Joe (* 1947), amerikanischer PolitikerJoe Manchin (* 1947)

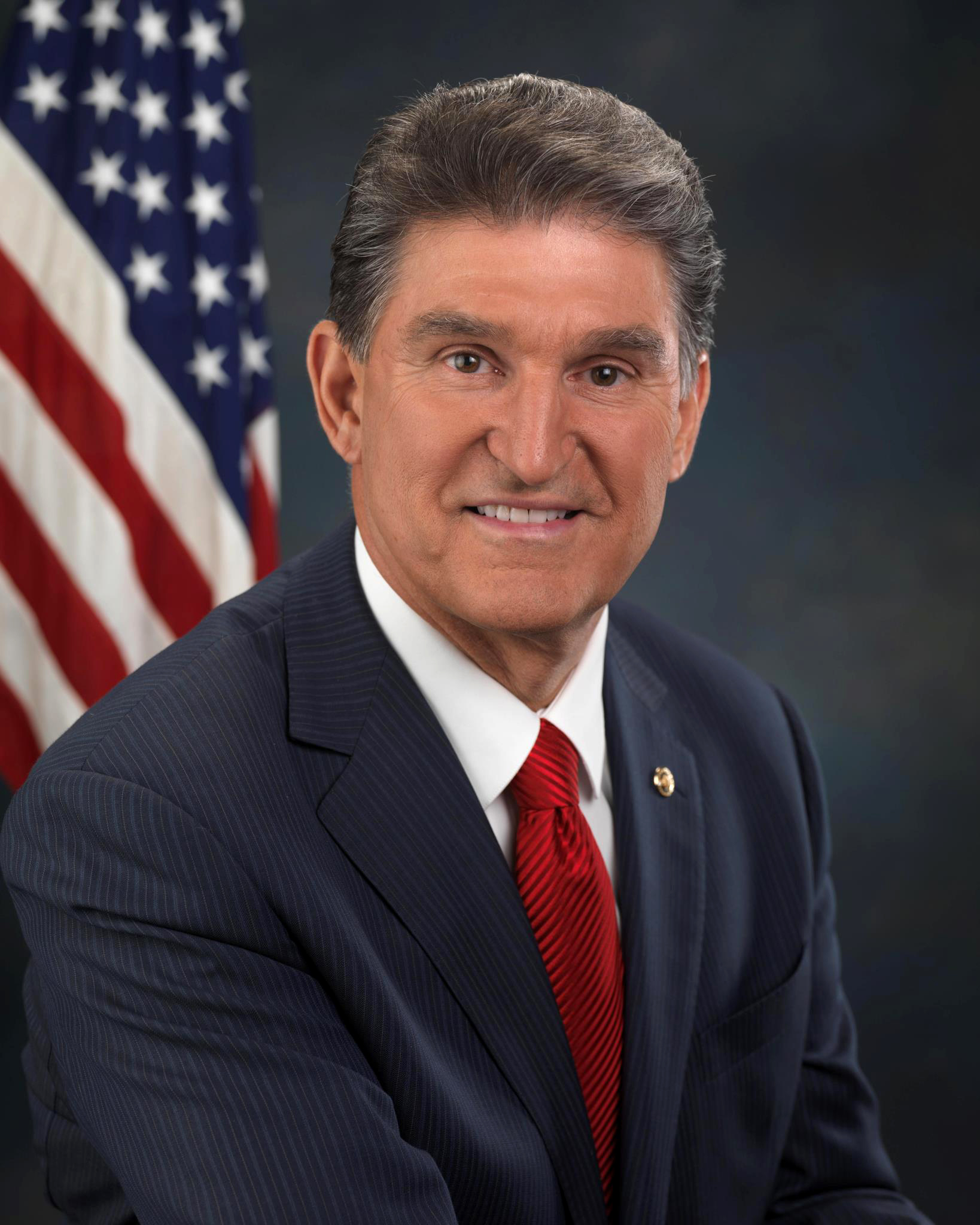
Joe Manchin (* 1947)

- Manchón, Beatriz (* 1976), spanische Kanutin
- Manchón, Eduardo (1930–2010), spanischer Fußballspieler
- Manchot, Carl (1866–1932), Arzt und leitender Oberarzt des Jugendamtes in Hamburg
- Manchot, Carl Hermann (1839–1909), deutscher protestantischer Pfarrer (Hamburg)
- Manchot, Johann Daniel (1805–1867), deutscher evangelischer Dekan und Pfarrer in Offenbach
- Manchot, Wilhelm (1844–1912), deutscher Architekt und Hochschullehrer
- Manchot, Wilhelm (1869–1945), deutscher Chemiker
- Manchot, Willy (1907–1985), deutscher Chemiker und Industrieller

### Manci
- Mancia, Luigi, italienischer Sänger und Komponist
- Mancienne, Michael (* 1988), englisch-seychellischer Fußballspieler
- Mancienne, Roger (* 1947), seychellischer Politiker, Sprecher der Nationalversammlung der Seychellen
- Manciforte Sperelli, Giovanni Ottavio (1730–1781), Kardinal der Römischen Kirche
- Mancilha Vilela, Luiz (1942–2022), brasilianischer Ordensgeistlicher, römisch-katholischer Erzbischof von Vitória
- Mancilla Sánchez, Juan Manuel (* 1950), mexikanischer Geistlicher, römisch-katholischer Bischof von Texcoco
- Mancilla, Héctor (* 1980), chilenischer Fußballspieler
- Mancilla, Víctor (1921–2011), chilenischer Fußballspieler
- Mancina, Mark (* 1957), US-amerikanischer Komponist
- Mancinelli, Agostino (1882–1962), italienischer Geistlicher, Erzbischof von Benevent
- Mancinelli, Augusto (1953–2008), italienischer Jazzmusiker (Gitarre, Komposition)
- Mancinelli, Daniel (* 1988), italienischer Autorennfahrer
- Mancinelli, Dusty, kanadischer Filmregisseur, Filmproduzent und Drehbuchautor
- Mancinelli, Graziano (1937–1992), italienischer Springreiter
- Mancinelli, Laura (1933–2016), italienische Mediävistin, Hochschullehrerin und Schriftstellerin
- Mancinelli, Luigi (1848–1921), italienischer Dirigent, Komponist und Cellist
- Mancinelli, Romain (* 1959), luxemburgischer General
- Mancinelli, Stefano (* 1983), italienischer Basketballspieler
- Mancinelli, Valeria (* 1955), italienische Politikerin der Partei Partito Democratico
- Mancini (* 1980), brasilianischer FußballspielerMancini (* 1980)

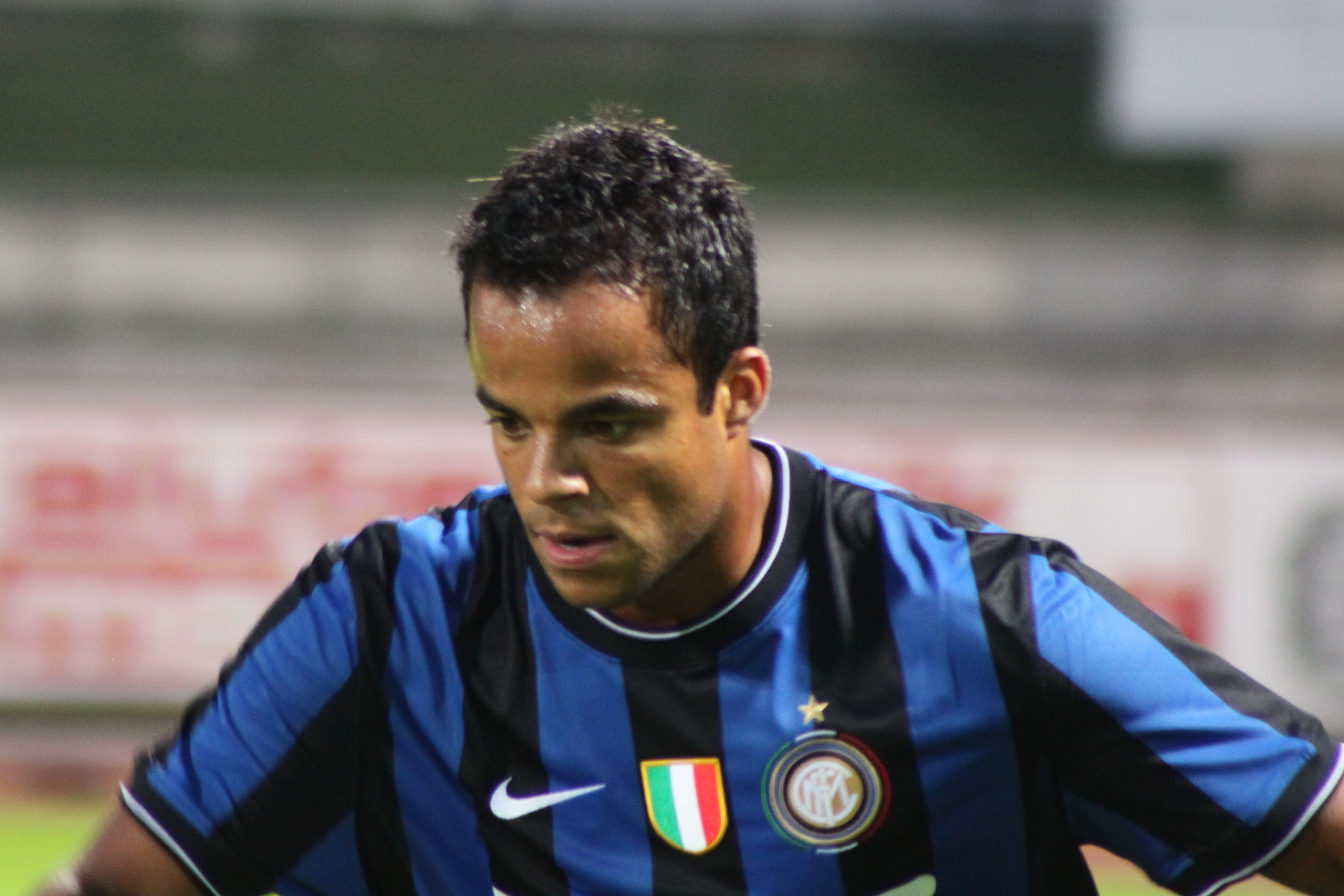
Mancini (* 1980)

- Mancini, Alberto (* 1969), argentinischer Tennisspieler
- Mancini, Alessandro (* 1975), san-marinesischer Politiker
- Mancini, Ange (* 1944), französischer Politiker
- Mancini, Anthony (* 1945), kanadischer Geistlicher und römisch-katholischer Erzbischof von Halifax-Yarmouth
- Mancini, Antonio (1852–1930), italienischer Maler
- Mancini, Carla (* 1950), italienische Schauspielerin
- Mancini, Carmelo (1824–1902), italienischer Arzt, Epigraphiker und Klassischer Archäologe
- Mancini, Claudio Michele (* 1945), deutsch-italienischer Schriftsteller
- Mancini, Dave (* 1952), US-amerikanischer Perkussionist und Komponist
- Mancini, Dionisio, italienischer Maler
- Mancini, Don (* 1963), US-amerikanischer Drehbuchautor, Produzent und RegisseurDon Mancini (* 1963)

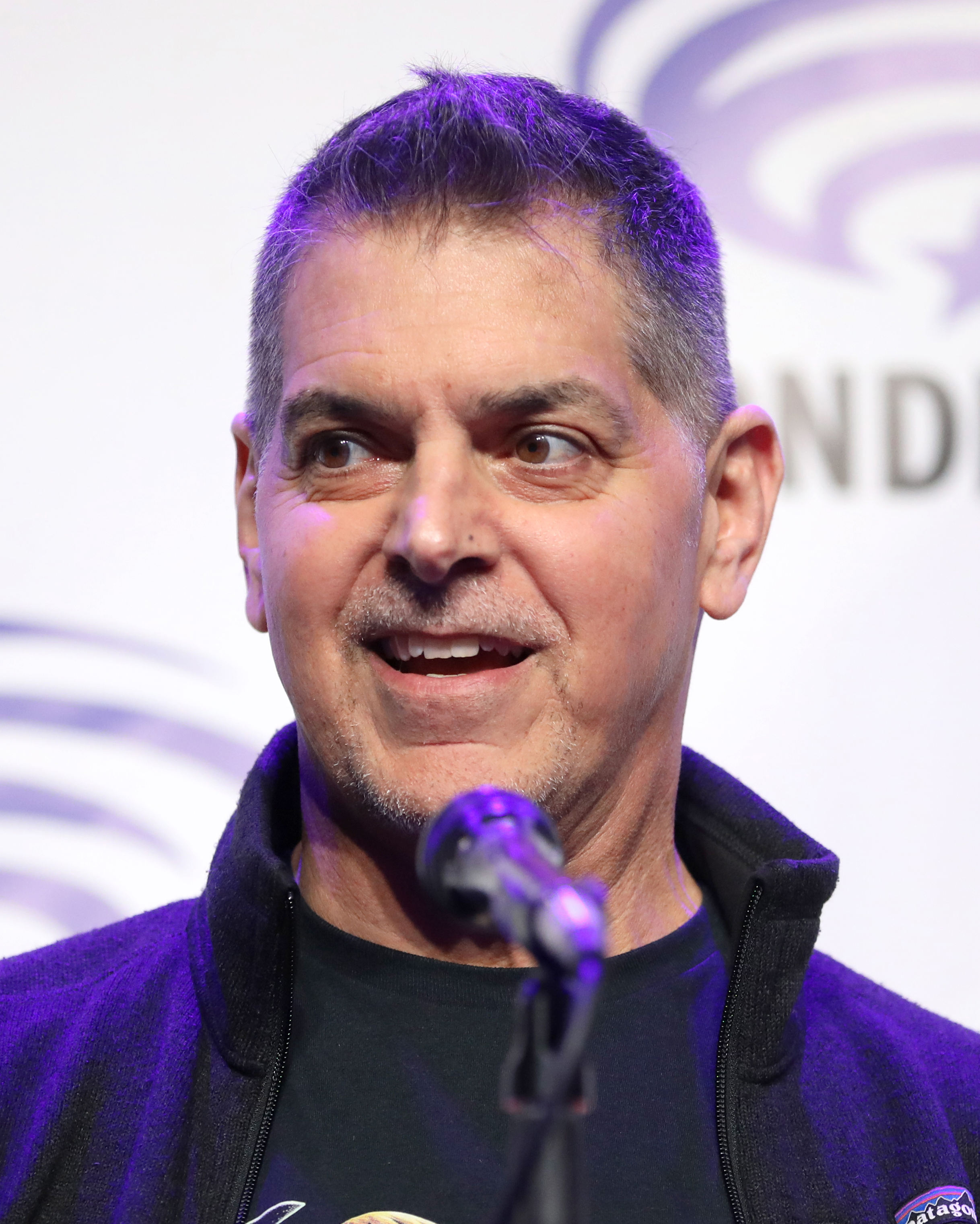
Don Mancini (* 1963)

- Mancini, Fabio (* 1987), italienisches Model
- Mancini, Francesco (1672–1737), italienischer Kapellmeister und Komponist
- Mancini, Francesco (1679–1758), italienischer Maler
- Mancini, Francesco (1968–2012), italienischer Fußballspieler
- Mancini, Giacomo (1916–2002), italienischer Journalist, Politiker, Mitglied der Abgeordnetenkammer und Minister
- Mancini, Gianluca (* 1996), italienischer Fußballspieler
- Mancini, Giovanni Battista (1714–1800), italienischer Soprankastrat, Gesangslehrer und Schriftsteller
- Mancini, Giulio (1559–1630), italienischer Arzt, Kunsttheoretiker und Biograph von Künstlern
- Mancini, Giuseppe (* 1947), italienischer Bauingenieur
- Mancini, Guido (1924–1963), italienischer Autorennfahrer und Unternehmer
- Mancini, Hannah (* 1973), US-amerikanische Sängerin
- Mancini, Henry (1924–1994), US-amerikanischer KomponistHenry Mancini (1924–1994)

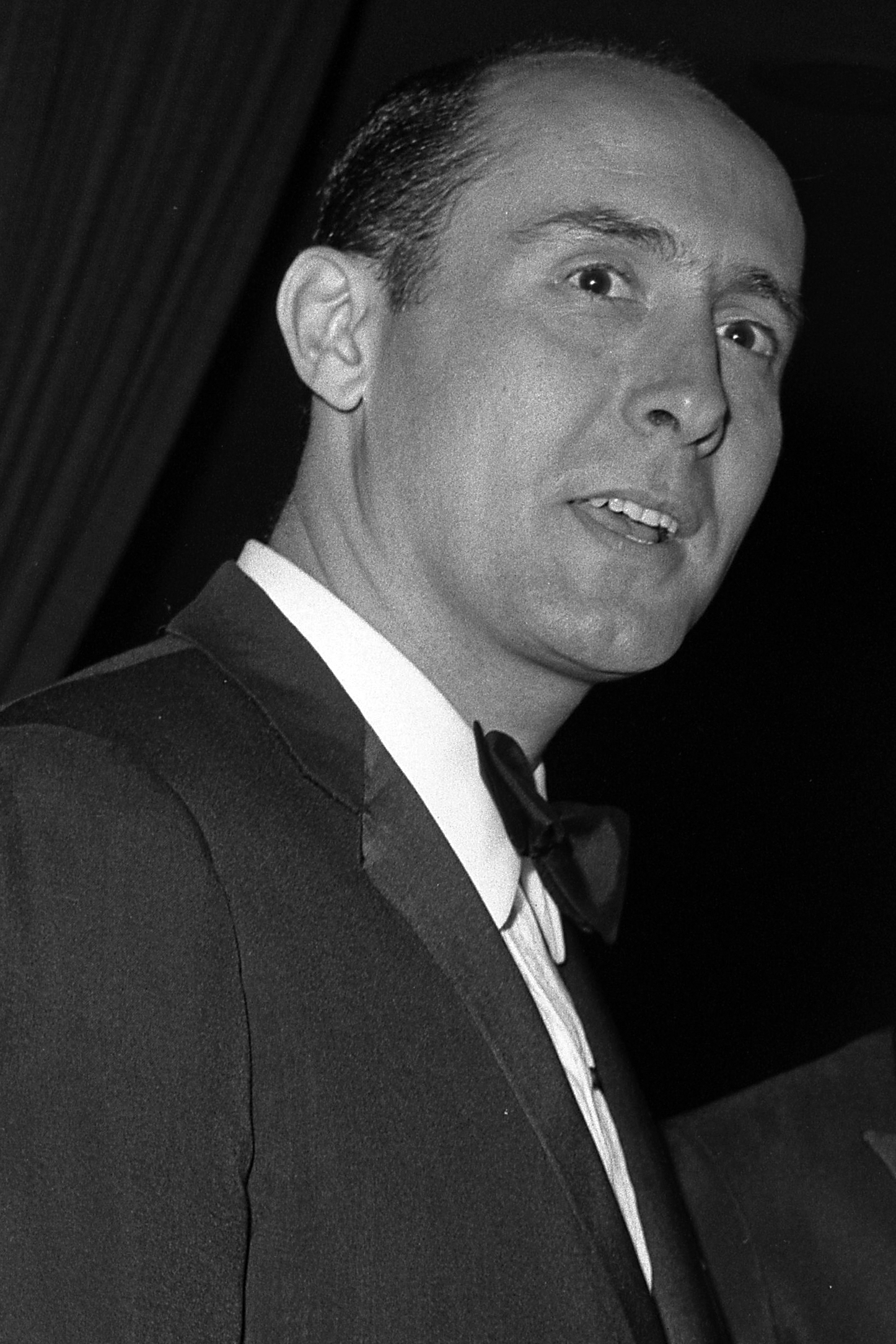
Henry Mancini (1924–1994)

- Mancini, Hortensia (1646–1699), Herzogin von Mazarin
- Mancini, Isabelle (* 1967), französische Skilangläuferin
- Mancini, Laura († 1657), durch Heirat Herzogin von Mercœur
- Mancini, Laura Beatrice (1821–1869), italienische Dichterin
- Mancini, Leone (1921–2008), italienischer Radio-Regisseur und Autor
- Mancini, Luciano (* 1953), italienischer Fußballtrainer
- Mancini, Marcella (* 1971), italienische Marathonläuferin
- Mancini, Maria (1639–1715), Mätresse des französischen Königs Ludwig XIV.
- Mancini, Maria Anna (1649–1714), durch Heirat Herzogin von Bouillon
- Mancini, Mario (* 1935), italienischer Kameramann und Filmregisseur
- Mancini, Monica (* 1952), US-amerikanische Jazz-Sängerin
- Mancini, Olympia (1639–1708), durch Heirat Gräfin von Soissons, Mätresse Ludwigs XIV.
- Mancini, Pascal (* 1989), Schweizer Leichtathlet
- Mancini, Pasquale Stanislao (1817–1888), italienischer Jurist und Politiker
- Mancini, Ray (* 1961), US-amerikanischer Boxer
- Mancini, Roberto (1938–2018), argentinischer Tangosänger, Tangokomponist und Bandleader
- Mancini, Roberto (* 1964), italienischer Fußballspieler und -trainerRoberto Mancini (* 1964)

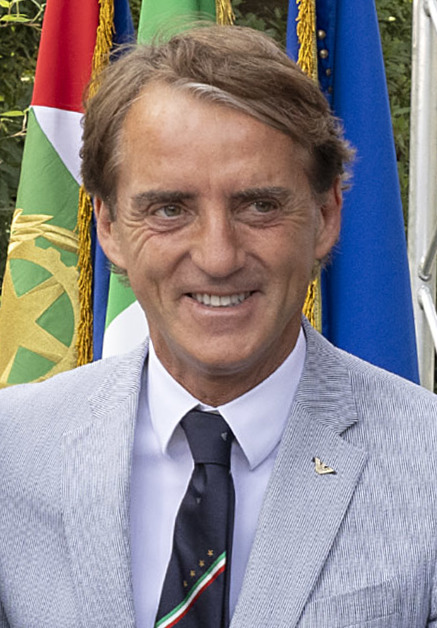
Roberto Mancini (* 1964)

- Mancini, Tito (1901–1969), italienischer römisch-katholischer Geistlicher, Weihbischof in Ostia und in Porto und Santa Rufina
- Mancini, Tom (* 1998), französischer Skilangläufer
- Mancini, Vagner (* 1966), brasilianischer Fußballspieler und -trainer
- Mancini, Vittorio (* 1936), san-marinesischer Ringer
- Mancini-Mazarini, Louis-Jules (1716–1798), französischer Politiker und Schriftsteller
- Mancino, Giuliano, italienischer Bildhauer
- Mancino, Nicola (* 1931), italienischer Politiker
- Mancino, Thomas, US-amerikanischer Offizier der Nationalgarde von Oklahoma
- Mancinus, Gaius Hostilius, römischer Politiker, Konsul 137 v. Chr.
- Mancinus, Thomas (* 1550), deutscher Komponist und Hofkapellmeister
- Mancio, Georgia (* 1972), britische Jazzsängerin
- Mancione, Alberto (1915–1998), argentinischer Bandoneonist, Bandleader und Tangokomponist
- Manciu, Gheorghe (* 1932), rumänischer Politiker (PCR), Staatssekretär und Botschafter

### Manck
- Manck, Karl (1838–1888), deutscher Bauingenieur und kommunaler Baubeamter
- Mancke, Christoph (* 1953), deutscher Bildhauer
- Mancke, Günther (1925–2020), deutscher Künstler
- Mancke, Rudolf (1900–1968), deutscher Internist in Leipzig und Rendsburg

### Manco
- Manco Cápac, erster mythische Herrscher (Sinchi) der Inkas
- Manco Cápac II. († 1544), Inka-Herrscher (1533–1544) nach der Eroberung des Inkareichs und die Ermordung Atahualpas durch die spanischen ErobererManco Cápac II. († 1544)

Manco Cápac II. († 1544)

- Manço, Barış (1943–1999), türkischer Sänger, Komponist und Fernsehproduzent
- Manco, Reimond (* 1990), peruanischer Fußballspieler
- Manco, Tomas (* 1988), australischer Eishockeyspieler
- Mancoba, Ernest (1904–2002), südafrikanisch-französischer Bildhauer
- Mancori, Alvaro (1923–2011), italienischer Kameramann und Filmproduzent
- Mancori, Guglielmo (1927–1995), italienischer Kameramann
- Mancori, Sandro (1933–2009), italienischer Kameramann

### Mancr
- Mancroft, Benjamin, 3. Baron Mancroft (* 1957), britischer Politiker und Peer

### Mancu
- Mancuello, Federico (* 1989), argentinischer Fußballspieler
- Mancusi, Guido (* 1966), österreichisch-italienischer Dirigent und Komponist
- Mancusi, Mari (* 1974), US-amerikanische Autorin
- Mancuso, David (1944–2016), US-amerikanischer DJ, Gastgeber der von ihm begründeten Loft-Partys
- Mancuso, Frank junior (* 1958), US-amerikanischer Filmproduzent
- Mancuso, Gail (* 1958), US-amerikanische Fernsehregisseurin
- Mancuso, Giuseppe (1902–1978), italienischer Geistlicher
- Mancuso, Gus (1933–2021), US-amerikanischer Jazzmusiker
- Mancuso, Julia (* 1984), US-amerikanische Skirennläuferin
- Mancuso, Michael (* 1955), US-amerikanischer Mobster
- Mancuso, Nick (* 1948), kanadischer Schauspieler
- Mancuso, Rudy (* 1992), US-amerikanischer Musiker, Musikproduzent, Sänger, Filmschauspieler, Filmregisseur und YouTuberRudy Mancuso (* 1992)

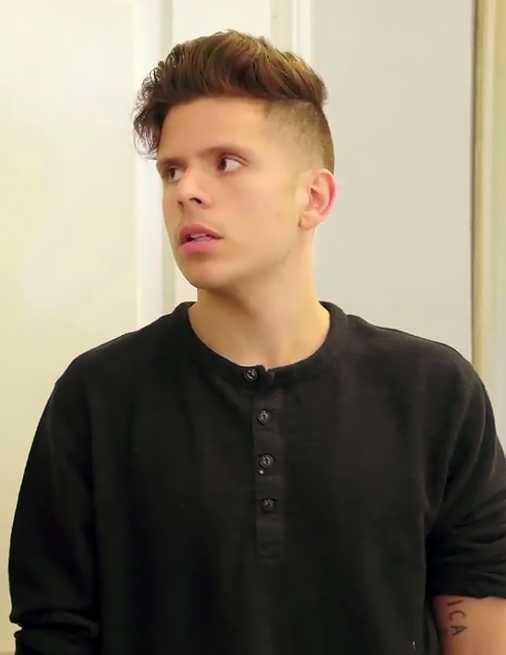
Rudy Mancuso (* 1992)

- Mancuso, Salvatore (* 1986), italienischer Straßenradrennfahrer
- Mancuso, Stefano, italienischer Biologe
- Mancuso, Thomas (1912–2004), US-amerikanischer Mediziner
- Mancuso-Prososki, Gina (* 1991), US-amerikanische Volleyballspielerin

### Mancz
- Mancz, Greg (* 1992), US-amerikanischer American-Football-Spieler